# Station Pilchowice
Station Pilchowice was een spoorwegstation in de Poolse plaats Pilchowice.